# Plutothrix smithi
Plutothrix smithi är en stekelart som beskrevs av Heydon 1997. Plutothrix smithi ingår i släktet Plutothrix och familjen puppglanssteklar. Inga underarter finns listade i Catalogue of Life.